# 蒋豫图
蒋豫图（1913年—1993年），男，河南开封人，中国流行病学家，曾任军事医学科学院研究员、博士生导师。